# Teodor Docià
Teodor Docià (grec: Θεόδωρος Δοκειανός, Theódoros Dokianós) fou un noble romà d'Orient que florí al tercer quart del segle xi. Nasqué probablement a la dècada del 1030, fill de Miquel Docià i una germana anònima del futur emperador Isaac Comnè.
Durant el regnat del seu oncle li foren concedides les dignitats de mestre, curopalata, patrici i nobilíssim. Fou un dels candidats a la successió quan Isaac abdicà el 1059, però l'elegit fou Constantí X Ducas. El 1075 retragué al seu cosí, el futur emperador Aleix Comnè, que hagués cegat Roussel de Bailleul, però quedà meravellat quan descobrí que era tot un ardit d'Aleix i que el mercenari normand conservava la vista intacta. Cap a aquella època era dux de Paflagònia. Ocasionalment feia servir el cognom de la seva mare, més prestigiós. Fou megaduc i, probablement, protosebast a la primeria del regnat d'Aleix I Comnè.